# Guy de Boulogne
Guy de Boulogne (Boulogne, 1313 – Lleida, 25 novembre 1373) è stato un cardinale e arcivescovo cattolico francese; ricoprì anche la carica di Decano del Sacro Collegio.
Era figlio di Roberto VII, conte di Boulogne e d'Auvergne, e della sua seconda moglie, Maria di Fiandra. Era pronipote di Luigi IX, re di Francia, e prozio di Roberto di Ginevra, che diverrà antipapa con il nome di Clemente VII.
La sua sorellastra fu la seconda moglie di Giovanni II, il Buono ed egli era anche imparentato tramite il padre a Carlo il Malvagio, re di Navarra, e tramite sua nipote, Marie di Boulogne, ai visconti di Turenne.

## Biografia

### La buona scelta di Clemente VI
Nipote dell'omonimo vescovo di Tournai dal 1301 al 1324 fu destinato molto presto alla carriera ecclesiastica. Divenne presto canonico del Capitolo della Cattedrale di Amiens e poi arcidiacono di Thérouanne.
Papa Benedetto XII lo nominò l'11 ottobre 1340 arcivescovo metropolita di Lione, ricevendo la consacrazione episcopale il 31 marzo 1341 ad Avignone. Poi, nel concistoro del 20 settembre 1342, papa Clemente VI lo fece cardinale presbitero di Santa Cecilia.
La sua prima casa occupava l'attuale rue Joseph Vernet di Avignone, scendendo fino alla riva del Rodano, ma con la costruzione dei bastioni di Avignone essa fu tagliata in due e il cardinale si installò nella casa che era stata del cardinale Annibale Caetani da Ceccano: da allora divenne uno dei prelati più in vista del Sacro Collegio.

### Legato pontificio in Italia ed in Ungheria

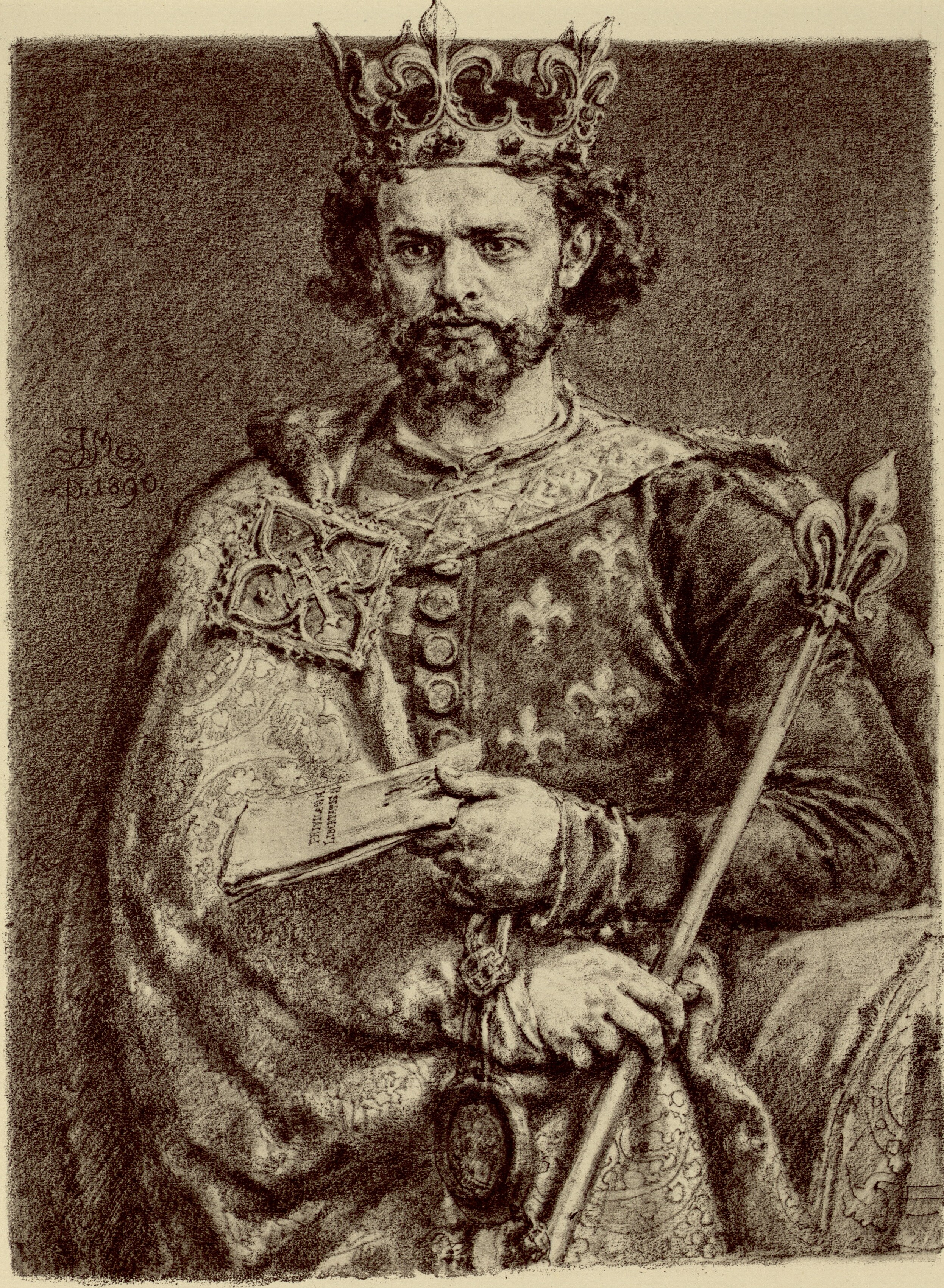
Luigi I il Grande, re d'Ungheria

Dopo aver venduto Avignone al papa Clemente VI, Giovanna, regina di Napoli tornò a Napoli il 17 agosto 1348. Il cugino Luigi I d'Ungheria, per vendicare l'uccisione del fratello Andrea, primo marito della regina, saccheggiò i suoi stati.
Questa situazione allarmò Clemente VI, sovrano feudale del regno. All'inizio dell'autunno del 1348 egli decise d'inviare una legazione composta dai cardinali Annibale Caetani di Ceccano, Guillaume de la Jugée e Guy de Boulogne per far sottoscrivere alle due parti una tregua..
Il cardinale di Santa Cecilia rimase in legazione presso il re d'Ungheria dal 15 gennaio 1349 al 7 giugno 1350 A seguito della sua missione Guy de Boulogne ricevette la nomina a cardinale vescovo di Porto e Santa Rufina..
Fu con questo titolo ch'egli aprì a Roma il Giubileo. Il 4 febbraio 1350 egli presiedette a Padova alla traslazione delle reliquie di Sant'Antonio da Padova nella nuova chiesa. Poi tentò, senza successo, di appianare il conflitto fra Bertrando di San Genesio, patriarca di Aquileia, ed il conte di Gorizia.

### Le missioni diplomatiche

#### Sotto il pontificato d'Innocenzo VI

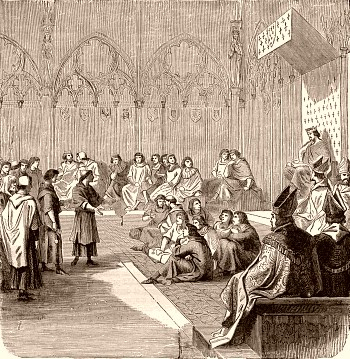
A Mantes, dietro richiesta del cardinale di Boulogne, Giovanni il Buono perdona Carlo il Malvagio

Il 13 novembre 1352 egli diviene decano della Basilica di San Martino di Tours. Alla morte di papa Clemente VI il cardinale di Boulogne non riesce a giungere in tempo per partecipare al conclave che proclamerà Stefano Aubert papa. Su 26 cardinali, egli è l'unico assente. Egli apprese infatti la notizia del decesso di Clemente VI dopo il 9 dicembre e la distanza che lo separava da Avignone rese impossibile la sua partecipazione al conclave. Tuttavia egli partì per quella città, come attesta una lettera del 13 gennaio 1353 inviata dal nuovo pontefice al re di Francia.
Dopo l'assassinio di Carlo de la Cerda, favorito del re Giovanni II, avvenuto il 6 gennaio 1354 da parte di Carlo il Malvagio, per evitare un conflitto il papa delegò il cardinale di Boulogne presso la Corte di Francia. La sua abilità diplomatica calmò il re che cavallerescamente decise di perdonare il Malvagio, a patto che questi fosse venuto ad implorare il suo perdono in ginocchio. Questi ottemperò il 4 marzo ed il cardinale di Boulogne gli rispose, a nome del re di Francia, che quest'ultimo lo perdonava di cuore.
Il 19 aprile 1358, al centro di una folla esultante ed alla presenza del papa, il cardinale di Santa Cecilia consacrò la certosa di Villeneuve-lès-Avignon.
Essendo il duca di Borgogna Filippo I morto senza eredi il 27 novembre 1361, il re di Francia si appropriò del ducato il 28 dicembre. Egli incaricò dell'operazione Giovanni I, conte d'Alvernia   (†1386), detto il Grande, ed il fratello, cardinale Guy de Boulogne. Grazie alla rapidità con cui fu eseguita la transizione, re Giovanni II poté, già in data 15 gennaio 1362, porre il ducato in appannaggio al figlio Filippo l'Ardito.

#### Sotto il pontificato di Urbano V

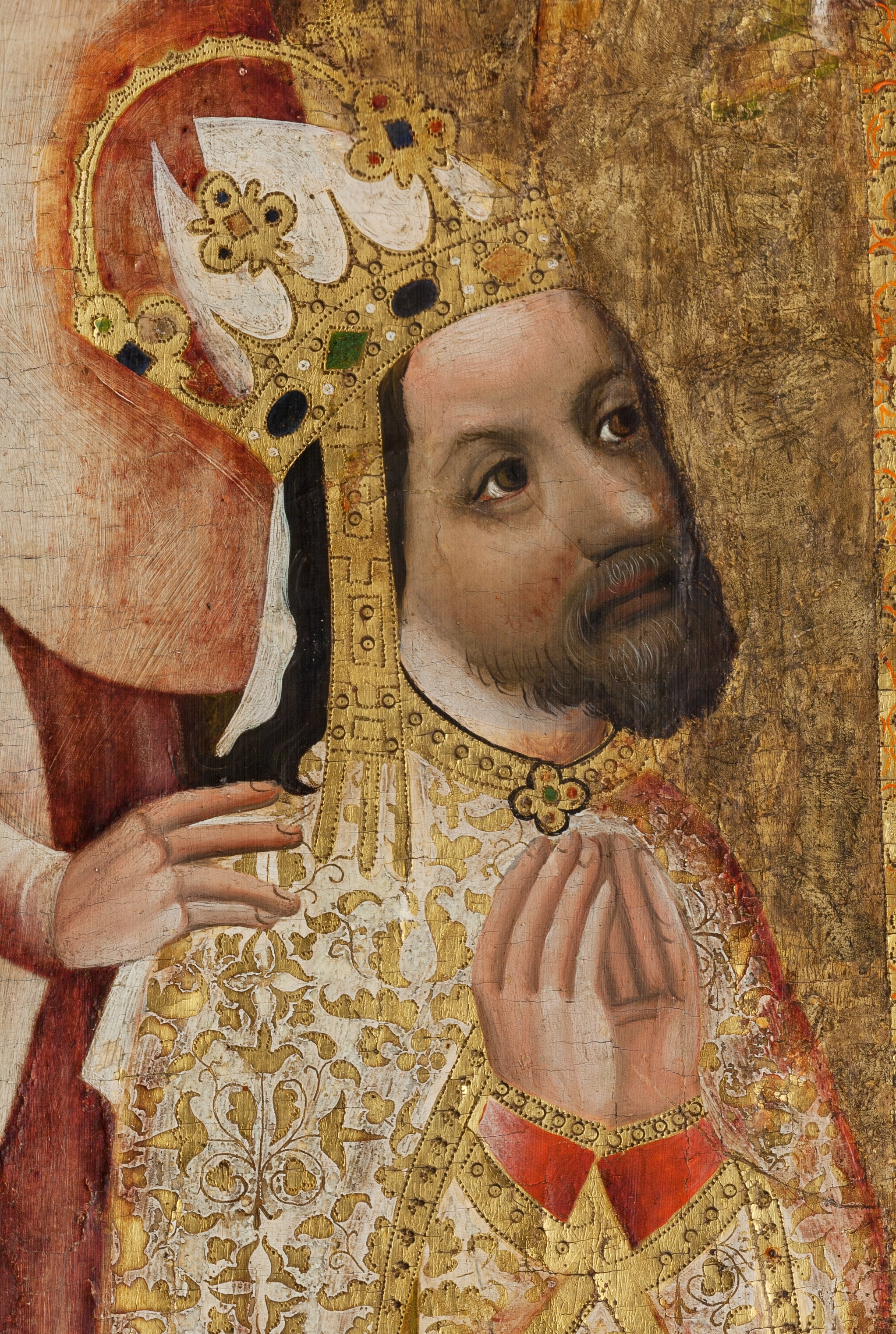
Carlo IV di Lussemburgo

Il neoeletto, papa Urbano V lo inviò in legazione a Napoli, ove il cardinale approfittò dell'occasione per proporre alla regina Giovanna di dare la figlioccia Giovanna di Durazzo ad un membro della propria famiglia. Propose in un primo tempo il proprio fratello Goffredo e successivamente il nipote Aimone di Ginevra, che ebbe la preferenza della regina. Il 15 novembre 1363 ad Aversa, di fronte all'arcivescovo di Napoli Pierre Amiel de Sarcenas furono scambiate le promesse di matrimonio. Tuttavia, giunta la notizia al cardinale Hélie de Talleyrand-Périgord, questi convinse il papa a far rompere il fidanzamento della giovane.
In compenso Guy, alla morte del rivale Hélie de Talleyrand-Périgord, ricevette la nomina a decano del Sacro Collegio e fu a questo titolo che egli accompagnò papa Urbano V a Roma.. Colà, il 1º novembre 1369, egli partecipò all'incoronazione della sposa di Carlo IV di Lussemburgo. Durante il suo soggiorno in Italia l'imperatore lo nominò "Vicario imperiale in Toscana", incarico che assunse a Lucca il 3 febbraio 1369 e che mantenne fino al 26 marzo 1370.

#### Sotto il pontificato di Gregorio XI: l'ultima missione

L'arma del cardinale alverniate

Il 30 dicembre 1370 i cardinali del Sacro Collegio si riunirono in conclave per l'elezione del nuovo papa e la scelta cadde sul candidato di Guy, Pierre Roger de Beaufort, nipote del precedente, che prese il nome di Gregorio XI e per la seconda volta al cardinale di Santa Cecilia toccò l'onore di porre la tiara in capo ad un nuovo papa.
(Vangelo secondo Matteo, 16, 18; formula pronunciata all'incoronazione del papa)
Così disse chi faceva i papi ma non lo divenne mai. E fu lui a consacrarlo sacerdote il 4 gennaio 1371.
Appena la diplomazia pontificia venne a sapere che nella penisola iberica il regno di Castiglia e León aveva mire sul Portogallo e quello di Aragona sulla Castiglia. Papa Gregorio XI nominò Guy de Boulogne legato presso i tre stati..
Il cardinale ottenne non solo la riconciliazione fra i re Ferdinando del Portogallo ed Enrico di Castiglia, ma le galere portoghesi e casigliane organizzarono, all'inizio dell'estate 1372, il blocco navale del porto di La Rochelle, difeso dal connestabile Jean de Grally, Captal de Buch filo-inglese con la conseguenza che il Grally fu fatto prigioniero a  Soubise da principe Owain Glyndŵr, pretendente al trono del Galles ed alleato del re di Francia.
Il cardinale di Boulogne portò a termine la sua missione nella penisola iberica ma a Lérida  morì il 25 novembre 1373, indubbiamente a causa di un avvelenamento.
La sua salma fu inumata nell'abbazia di Notre-Dame de Bouchet, nell'arcidiocesi di Clermont-Ferrand.

## Successione apostolica
La successione apostolica è:
- Patriarca Pierre de Thomas, O.Carm. (1354)
- Vescovo Thomas Trilleck (1364)
- Papa Gregorio XI (1371)
- Arcivescovo Pedro Diaz de Tenorio (1371)

## Ascendenza
|                                                    |                                      |                                                         | Genitori                                      |  |  | Nonni |  |  | Bisnonni                               |  |  | Trisnonni                     |  |
|                                                    |                                      |                                                         |                                               |  |  |       |  |  | Roberto V, conte d'Alvernia e Boulogne |  |  | Guglielmo X, conte d'Alvernia |  |
|                                                    |                                      |                                                         |                                               |  |  |       |  |  | Roberto V, conte d'Alvernia e Boulogne |  |  | Guglielmo X, conte d'Alvernia |  |
|                                                    |                                      | Adelaide di Brabante, contessa di Boulogne              |                                               |  |  |       |  |  | Roberto V, conte d'Alvernia e Boulogne |  |  |                               |  |
| Roberto VI, conte d'Alvernia e Boulogne            |                                      |                                                         |                                               |  |  |       |  |  | Roberto V, conte d'Alvernia e Boulogne |  |  |                               |  |
|                                                    |                                      | Eleonora di Baffie, signora d'Ambert                    | Guglielmo, signore di Baffie                  |  |  |       |  |  |                                        |  |  |                               |  |
|                                                    |                                      | Eleonora di Baffie, signora d'Ambert                    | Guglielmo, signore di Baffie                  |  |  |       |  |  |                                        |  |  |                               |  |
|                                                    |                                      | Eleonora di Baffie, signora d'Ambert                    | Eleonora di Forez                             |  |  |       |  |  |                                        |  |  |                               |  |
| Roberto VII, conte d'Alvernia e Boulogne           |                                      | Eleonora di Baffie, signora d'Ambert                    |                                               |  |  |       |  |  |                                        |  |  |                               |  |
|                                                    |                                      | Falcone III, signore di Montgascon                      | Roberto Folco, signore di Montgascon          |  |  |       |  |  |                                        |  |  |                               |  |
|                                                    |                                      | Falcone III, signore di Montgascon                      | Roberto Folco, signore di Montgascon          |  |  |       |  |  |                                        |  |  |                               |  |
|                                                    |                                      | Falcone III, signore di Montgascon                      | Beatrice di Beaujeu                           |  |  |       |  |  |                                        |  |  |                               |  |
| Beatrice, signora di Montgascon                    |                                      | Falcone III, signore di Montgascon                      |                                               |  |  |       |  |  |                                        |  |  |                               |  |
|                                                    |                                      | Isabella di Ventadour, signora di Marjaride e Montredon | Ebles VI, visconte di Ventadour               |  |  |       |  |  |                                        |  |  |                               |  |
|                                                    |                                      | Isabella di Ventadour, signora di Marjaride e Montredon | Ebles VI, visconte di Ventadour               |  |  |       |  |  |                                        |  |  |                               |  |
|                                                    |                                      | Isabella di Ventadour, signora di Marjaride e Montredon | Delfina de La Tour                            |  |  |       |  |  |                                        |  |  |                               |  |
| Guido d'Alvernia e Boulogne                        |                                      | Isabella di Ventadour, signora di Marjaride e Montredon |                                               |  |  |       |  |  |                                        |  |  |                               |  |
|                                                    | Guido di Dampierre, conte di Fiandra | Guglielmo II, signore di Dampierre                      |                                               |  |  |       |  |  |                                        |  |  |                               |  |
|                                                    | Guido di Dampierre, conte di Fiandra | Guglielmo II, signore di Dampierre                      |                                               |  |  |       |  |  |                                        |  |  |                               |  |
|                                                    | Guido di Dampierre, conte di Fiandra | Margherita II, contessa di Fiandra                      |                                               |  |  |       |  |  |                                        |  |  |                               |  |
| Guglielmo di Dampierre, signore di Termonde        | Guido di Dampierre, conte di Fiandra |                                                         |                                               |  |  |       |  |  |                                        |  |  |                               |  |
|                                                    |                                      | Matilde di Béthune                                      | Roberto VII, signore di Béthune               |  |  |       |  |  |                                        |  |  |                               |  |
|                                                    |                                      | Matilde di Béthune                                      | Roberto VII, signore di Béthune               |  |  |       |  |  |                                        |  |  |                               |  |
|                                                    |                                      | Matilde di Béthune                                      | Elisabetta di Morialmez                       |  |  |       |  |  |                                        |  |  |                               |  |
| Maria di Dampierre                                 |                                      | Matilde di Béthune                                      |                                               |  |  |       |  |  |                                        |  |  |                               |  |
|                                                    |                                      | Raoul II di Clermont-Nesle, signore di Nesle            | Simone II di Clermont-Nesle, signore di Nesle |  |  |       |  |  |                                        |  |  |                               |  |
|                                                    |                                      | Raoul II di Clermont-Nesle, signore di Nesle            | Simone II di Clermont-Nesle, signore di Nesle |  |  |       |  |  |                                        |  |  |                               |  |
|                                                    |                                      | Raoul II di Clermont-Nesle, signore di Nesle            | Adele di Montfort-l'Amaury, signora di Houdan |  |  |       |  |  |                                        |  |  |                               |  |
| Alice di Clermont-Nesle, viscontessa di Châteaudun |                                      | Raoul II di Clermont-Nesle, signore di Nesle            |                                               |  |  |       |  |  |                                        |  |  |                               |  |
|                                                    |                                      | Alice di Dreux-Beu, viscontessa di Châteaudun           | Robert I di Dreux, visconte di Beu            |  |  |       |  |  |                                        |  |  |                               |  |
|                                                    |                                      | Alice di Dreux-Beu, viscontessa di Châteaudun           | Robert I di Dreux, visconte di Beu            |  |  |       |  |  |                                        |  |  |                               |  |
|                                                    |                                      | Alice di Dreux-Beu, viscontessa di Châteaudun           | Clemenza, viscontessa di Châteaudun           |  |  |       |  |  |                                        |  |  |                               |  |
|                                                    |                                      | Alice di Dreux-Beu, viscontessa di Châteaudun           |                                               |  |  |       |  |  |                                        |  |  |                               |  |